# Jimmy Feigen
 (décembre 2020).
Si vous disposez d'ouvrages ou d'articles de référence ou si vous connaissez des sites web de qualité traitant du thème abordé ici, merci de compléter l'article en donnant les références utiles à sa vérifiabilité et en les liant à la section « Notes et références ».
James Feigen, aussi dénommé Jimmy Feigen, né le 26 septembre 1989 à Hilo dans l'état d’Hawaï, est un nageur américain en activité spécialiste des épreuves de sprint en nage libre.
Lors du 100 m nage libre des Championnats américains 2012 à Omaha, qualificatifs pour les Jeux olympiques 2012, il termine 5e en 48 s 84, le qualifiant pour participer au relais 4 × 100 m nage libre. À Londres, il prendra part aux séries et aux demi-finales et, à ce titre, recevra la médaille d’argent glanée par l’équipe des États-Unis.
Il réalise 48 s 24 derrière Nathan Adrian lors du 100 m nage libre des Championnats américains 2013, qualificatifs pour les Mondiaux 2013. Il termine en revanche 4e du 50 mètres nage libre en 21 s 88.
Avec Nathan Adrian, Ryan Lochte, et Anthony Ervin, il prend la seconde place du relais 4 × 100 mètres en 3 min 11 s 44 derrière l’équipe de France. Surtout, il finit second du 100 m nage libre en 47 s 82 (record personnel) devançant son compatriote champion olympique en 2012 de deux centièmes. Il est précédé du champion du monde en titre et meilleur performeur mondial de la saison James Magnussen (47 s 71).

## Palmarès

### Jeux olympiques
- Jeux olympiques de 2012 à Londres (Royaume-Uni)  :
  -  Médaille d'argent au titre du relais 4 × 100 m nage libre.

### Grand bassin
- Championnats du monde 2013 à Barcelone (Espagne) :
  -  Médaille d'argent du relais 4 × 100 m nage libre.
  -  Médaille d'argent du 100 m nage libre.

### Petit bassin
- Championnats du monde 2012 à Istanbul (Turquie) :
  -  Médaille d'or du relais 4 × 100 m nage libre.
- Championnats du monde 2014 à Doha (Qatar) :
  -  Médaille d'argent du relais 4 × 50 m nage libre.
  -  Médaille de bronze du relais 4 × 100 m nage libre.